# Bill Parcells
Duane Charles "Bill" Parcells (Englewood, 22 de agosto de 1941) es un ex entrenador en jefe estadounidense de fútbol americano, tanto en Fútbol americano universitario con los Air Force Falcons como en la National Football League con los New York Giants, New England Patriots, New York Jets, y Dallas Cowboys, y actualmente es un "asesor de cortesía" para los Cleveland Browns. Se le conoce como "The Big Tuna" (el gran atún), un sobrenombre relacionado con su complexión física, derivado de una broma de equipo durante su estancia como entrenador de linebackers de los New England Patriots.
Parcells ganó dos anillos de Super Bowl con los New York Giants, después de derrotar a los Denver Broncos en el Super Bowl XXI y a los Buffalo Bills en el Super Bowl XXV. Llevó a los New England Patriots al Super Bowl XXXI, pero perdió contra los Green Bay Packers 35-21. También llevó a los New York Jets al Juego de Campeonato de la AFC en 1998-99. Anunció su tercer retiro del fútbol americano el 22 de enero de 2007 antes de regresar al deporte posteriormente ese año como el vicepresidente de operaciones de los Miami Dolphins. Renunció de su rol como el "zar del fútbol americano" con los Dolphins en septiembre de 2010, y trabajó como "consultor" con el equipo hasta que tomó un permiso para ausentarse en octubre de 2010, y dejó al equipo después de la temporada. Actualmente es un analista de la NFL para ESPN.
Parcells es el único entrenador en la historia de la NFL en llevar a cuatro equipos diferentes a la postemporada y a tres equipos diferentes a un juego de campeonato de conferencia.
El 2 de febrero de 2013, Parcells fue votado para el Salón de la Fama del Fútbol Americano Profesional. Las ceremonias de inducción fueron llevadas a cabo el 3 de agosto de 2013 en Canton, Ohio. Su biografía autorizada, "Parcells: A Football Life", fue escrita por el exescritor de Sports Illustrated Nunyo Demasio. Random House lanzó la colaboración el 28 de octubre de 2014. Actualmente reside en Sea Girt, Nueva Jersey.

## Primeros años
Parcells nació en Englewood, Nueva Jersey, el 22 de agosto de 1941. Creció en el pueblo cercano de Hasbrouck Heights, Su madre, Ida Parcells (de apellido de soltera Naclerio), era un ama de casa mientras que su padre, Charles (Chubby) Parcells, fue quarterback en la Universidad de Georgetown y trabajó para el FBI antes de volverse abogado para la compañía de neumáticos Uniroyal. Bill Parcells es de ascendencia irlandesa, escocesa, inglesa, e italiana.
Previo a su segundo año de high school, la familia Parcells se mudó unos kilómetros al norte al pueblo de Oradell, donde asistió a la River Dell Regional High School. Mientras que estaba en River Dell, era confundido de manera rutinaria con otro chico llamado Bill. Como siempre le había disgustado su nombre Duane, decidió adoptar el nombre Bill como suyo. Él y su esposa vivieron en Pleasant Avenue en el lujoso Upper Saddle River, N.J., el cual había sido también hogar de la familia Parcells.
Parcells fue un atleta en su juventud. Fue alto para su edad (1.98 m al entrar a River Dell), lo que le permitió volverse un jugador destacado en sus equipos de fútbol americano, béisbol y baloncesto en la high school. Su entrenador de fútbol americano en River Dell fue Tom Cahill, quien luego se volvería entrenador en jefe de los Army Black Knights. Su entrenador de baloncesto en River Dell fue Mickey Corcoran, a quien Parcells considera como "cercano a un padre ... la influencia más importante en mi vida". Corcoran serviría a Parcells como consejero y confidente a lo largo de su carrera como entrenador.

## Etapa universitaria
Tras graduarse de la high school, Parcells llegó a la Universidad Colgate. Como estudiante de primer año, le ofrecieron un contrato por los Philadelphia Phillies. Su padre desaprobó una carrera para él en los deportes y quería que estudiara leyes, así que el joven Parcells declinó la oferta. Fue transferido pronto a la Universidad de Wichita (ahora conocida como Wichita State University), donde jugó como linebacker y obtuvo un grado en educación física. Fue adquirido en la séptima ronda del draft de la NFL por los Detroit Lions, pero fue liberado por el equipo antes de jugar un solo partido en la NFL.

## Carrera como entrenador universitario
Al concluir sus días como jugador, Parcells decidió seguir una carrera como entrenador. Comenzó como entrenador asistente en Hastings (1964), antes de mudarse a Wichita State (1965), Army Black Knights (1966–69), Florida State Seminoles (1970–72), Vanderbilt (1973–74), y Texas Tech Red Raiders (1975–77). En 1978, se volvió el entrenador en jefe de los Air Force Falcons por una temporada.
Mientras servía como entrenador de linebackers con Army, Parcells fue también asistente de tiempo parcial del entrenador de baloncesto Bob Knight durante la temporada 1966–67, lo cual los llevó a una amistad duradera.

## Carrera como entrenador en la NFL

### New York Giants
En 1979, Parcells aceptó una oferta para volverse el coordinador defensivo de los New York Giants bajo el mandato del entrenador en jefe Ray Perkins pero, antes que iniciara la temporada, renunció y tomó un trabajo con una compañía de desarrollo de terrenos en Colorado. Parcells consideró a ese como el año más miserable de tu vida. Sintiéndose insatisfecho con su vida lejos del fútbol americano, Parcells regresó al deporte 1980 como el entrenador de linebackers de los New England Patriots con Ron Erhardt como entrenador en jefe.
La siguiente temporada, Parcells fue abordado una vez más por Perkins para unirse al personal de los Giants como entrenador asistente, y Parcells aceptó la oferta. Como coordinador defensivo y entrenador de linebackers, se le permitió cambiar el sistema del equipo de una defensa 4-3 a una 3-4. Cuando Perkins anunció el 15 de diciembre de 1982 que dejaría a los Giants al final de la temporada para volverse entrenador en jefe y director atlético en la Universidad de Alabama, el equipo anunció que Parcells lo sucedería como entrenador en jefe.
Cuando Parcells quedó a cargo en 1983, los Giants fueron un equipo que había tenido solo una temporada con marca ganadora en los diez años previos. En su primer año, hizo una decisión controvertida al enviar a la banca a Phil Simms en favor de Scott Brunner. El resultado fue una temporada desastrosa con marca 3–12–1, durante la cual los Giants subrepticiamente ofrecieron el puesto de Parcells al entrenador en jefe de la Universidad de Miami, Howard Schnellenberger, después de una derrota en la semana 14; sin embargo, Schnellenberger declinó, y Parcells permaneció como entrenador en jefe.
Después de su deprimente primera temporada, Parcells dejó nuevamente a Simms como el QB titular. La marca del equipo mejoró a 9–7 y 10–6 en los siguientes dos años, y les consiguió sus primeras apariciones consecutivas en postemporada desde 1961–1963. En 1986, llevó a los Giants al primero de dos Super Bowls. Esa temporada de 1986 consiguieron una mejor marca de la franquicia de 14–2 y el primero de tres títulos divisionales. Parcells, cuya sofocante defensa 3–4 (conocida como la gran demoledora azul) liderada por Lawrence Taylor, Carl Banks, Harry Carson, y Leonard Marshall, y una ofensiva bajo la dirección de Phil Simms, arrolló en postemporada a los San Francisco 49ers 49–3 y a los Washington Redskins 17–0, antes de derrotar a los Denver Broncos 39–20 en el Super Bowl XXI. A Parcells se le acredita como el primer entrenador en ser empapado con Gatorade al final de un Super Bowl, lo que se volvería una tradición. Mientras que hay algunas afirmaciones de que el entrenador de los Chicago Bears, Mike Ditka, había sido empapado un año antes, el presidente de NFL Films Steve Sabol había declarado que no podía encontrar evidencia para apoyar eso en alguna filmación revisada por él y que creía que la tradición inició con Parcells y Jim Burt.
Después de la victoria en el Super Bowl, Parcells fue invitado por los Atlanta Falcons para ser su entrenador en jefe y gerente general de la franquicia. Sin embargo, el comisionado de la NFL Pete Rozelle no le permitiría a Parcells romper su contrato con los Giants y entonces permaneció en Nueva York.
Parcells llevó a los Giants a ganar un segundo Super Bowl en 1990. Comenzaron la temporada 1990 con una marca de 10–0, y la finalizaron 13–3, pero perdió a Simms al final de la temporada por una lesión. Jugando con un quarterback suplente como Jeff Hostetler y un running back veterano de 33 años como Ottis Anderson, los Giants derrotaron a los Chicago Bears 31-3 en el juego divisional, y ganaron en un regreso dramático en el marcador a San Francisco por 15–13 en el juego de campeonato de conferencia, con un field goal de 42 yardas en el último segundo por Matt Bahr consecuencia de un fumble de Roger Craig causado por el tackle Erik Howard. En el Super Bowl XXV derrotaron a los Buffalo Bills por 20–19, cuyo pateador Scott Norwood falló un intento de gol de campo de 47 yardas en el último segundo. Parcells se retiró del fútbol americano después de ese Super Bowl XXV debido a problemas de salud.
Durante su estancia como entrenador, los Giants aseguraron tres títulos divisionales (1986, 1989, 1990), tuvieron solo dos temporadas con marca perdedora (se fueron 6–9 durante el año con huelga de 1987), y tuvieron una marca de 8–3 en postemporada. Parcells, junto con Tom Coughlin, han alcanzado ambos la postemporada cinco veces como entrenadores en jefe de los Giants, y los dos títulos de Super Bowl que ganó cada uno ocurrieron en su cuarta y octava temporada con la franquicia, respectivamente.

### Primer retiro
Después del retiro, Parcells pasó tiempo como analista de fútbol americano para NBC Sports de 1991 1992, trabajando como comentarista. También fue presentador de un show local de deportes en Nueva York con Mike Francesa titulado Around the NFL (alrededor de la NFL).
En 1992, Parcells hizo un acuerdo verbal para convertirse en entrenador en jefe de los Tampa Bay Buccaneers, pero en el último minuto optó por no tomar el trabajo. Parcells no sentía que la situación era la correcta para él en ese momento. El dueño de los Buccaneers Hugh Culverhouse dijo: "siento como que me hubieran dejado plantado en el altar".

### New England Patriots
Después de dos años de interrupción, Parcells regresó a la NFL en 1993 como el entrenador en jefe de los New England Patriots. En menos de dos años, llevó al equipo a tener una marca de 10–6 y su primera aparición en postemporada en ocho años. En 1996 los Patriots tuvieron su primer título divisional en 11 años, y apenas el segundo y tercer juegos de postemporada en casa en la historia de la franquicia. Los Patriots llegaron hasta el Super Bowl XXXI, pero perdieron con los Green Bay Packers 35–21 en Nueva Orleans.
Parcells dejó a los Patriots después de desacuerdos con el dueño Robert Kraft. Él había sido efectivamente el gerente general del equipo desde su arribo a New England, pero sintió que Kraft no le permitiría aportar lo suficiente en decisiones personales de jugadores. Tras su partida, Parcells afirmó: "Ellos quieren que cocines la comida; al menos deberían dejarte comprar algunos de los ingredientes. Okay?" Esto fue principalmente en referencia a un incidente en el centro de operaciones de los Patriots durante el draft de 1996. Parcells quería elegir al defensive end Tony Brackens en la primera ronda, pero fue prohibido por Kraft. Ellos seleccionaron finalmente al wide receiver de los Ohio State Buckeyes Terry Glenn.

### New York Jets
Aunque Parcells había decidido dejar New England, su contrato no le permitía entrenar en otra parte. Los New York Jets buscaron a Parcells como entrenador en jefe y gerente general después de una temporada con marca de 4–28 bajo la dirección de Rich Kotite. Para eludir las obligaciones contractuales de Parcells, los Jets contrataron a Bill Belichick (que entonces era el asistente número 1 de Parcells) como entrenador de los Jets, y entonces contrataron a Parcells en un rol de "consejero". New England amenazó con tomar acciones legales contra Parcells y los Jets, pero el Comisionado de la NFL Paul Tagliabue negoció un acuerdo entre ambas partes, con New England liberando a Parcells de su contrato y los Jets dando a New England una selección de tercera y cuarta ronda ese año, una de segunda ronda el año siguiente y una de primera ronda el año posterior a ese. El propietario de los Jets Leon Hess dio a Parcells control completo de las operaciones de fútbol americano, el punto más complicado en su disputa con Kraft.

#### 1997–98
Parcells nuevamente consiguió un cambio radical en su primer año con los Jets. En su primera temporada, el equipo se quedó apenas fuera de la postemporada con una marca de 9–7 (los Jets habían tenido una marca de 1-15 el año previo a la llegada de Parcells, y habían ganado un total de 10 juegos en las tres previas temporadas combinadas). En 1998, los Jets calificaron a la postemporada con una mejor marca de franquicia de 12–4, la cual fue lo suficientemente buena para colocarlos como el segundo lugar en la conferencia y le consiguió a los Jets su tercer juego de postemporada como local desde que se mudaron a Nueva Jersey en 1984, pero perdieron con el eventual campeón del Super Bowl Denver Broncos en el Juego de Campeonato de la AFC.

#### 1999
En 1999, las expectativas eran altas para que los Jets llegaran al Super Bowl. Sin embargo, el quarterback Vinny Testaverde sufrió una ruptura del tendón de Aquiles en el juego inaugural de los Jets en casa, y su temporada fue decayendo desde entonces. Después de iniciar con marca de 1–6, los Jets ganaron tres juegos consecutivos hasta enfrentar a los Indianapolis Colts. Parcells enfatizó la importancia de no obtener una séptima derrota, pero terminaron cayendo ante los Colts y ante los New York Giants la semana siguiente. Con una marca de 4–8, y en riesgo de terminar la temporada debajo de .500, los Jets cerrarían en 8–8, aunque no les alcanzó para calificar a postemporada. En 1999, Parcells se retiró del fútbol americano por segunda vez, prometiendo que no volvería a dirigir nuevamente. permaneció con los Jets un año más como gerente general. A la fecha, es el único entrenador de los Jets en dejar al equipo con marca ganadora después de entrenar al menos dos temporadas.

### Dallas Cowboys
Después de tres temporadas consecutivas con marca de 5–11, el propietario de los Dallas Cowboys Jerry Jones ofreció a Parcells salir del retiro y volverlo su entrenador en jefe en 2003.

#### 2003
En su primera temporada con los Cowboys, llevó al equipo a la postemporada con una marca de 10–6, aunque perdieron con el eventual campeón de la NFC Carolina Panthers en la ronda inaugural, lo que lo volvió el primer entrenador en jefe en la historia de la NFL en guiar a cuatro equipos diferentes a la postemporada.

#### 2004
La temporada 2004 fue una de confusión. El quarterback titular Quincy Carter fue despedido por  supuesto uso de drogas en favor del veterano de 40 años Vinny Testaverde, quien había sido llevado a los Cowboys proveniente de los New York Jets por su anterior entrenador en el periodo fuera de temporada. Con él los Cowboys comenzaron con un par de victorias pero por diversos motivos finalizaron mal la campaña con una marca de 6–10.

#### 2005
Los Cowboys mejoraron su defensa antes de la temporada 2005 con las adiciones de primera ronda en el draft DeMarcus Ware y Marcus Spears. Parcells adquirió a estos jugadores con la esperanza de hacer la transición del equipo de una tradicional defensa 4-3 a una defensa 3-4, que Parcells había tenido en sus equipos previos. Jerry Jones añadió también varios jugadores veteranos de alto precio, como el nose tackle Jason Ferguson y el cornerback Anthony Henry por medio de la agencia libre, y el linebacker Scott Fujita de los Kansas City Chiefs. En la ofensiva, adquirieron al quarterback Drew Bledsoe vía agencia libre. Durante su estancia, Parcells firmó jugadores que habían jugado para él en el pasado, incluyendo a Bledsoe, Terry Glenn, Testaverde, el cornerback Aaron Glenn, el wide receiver Keyshawn Johnson y el fullback Richie Anderson. En 2005 los Cowboys terminaron 9–7, perdiendo la posibilidad de entrar a postemporada por un juego.

#### 2006
En 2006 los Cowboys firmaron al controvertido receptor de los Philadelphia Eagles Terrell Owens. Keyshawn Johnson fue liberado y firmó con los Carolina Panthers. Owens, a quien Parcells nunca se refirió por su nombre, sino como "The Player" (el jugador), fue exitoso con el equipo. En la semana 7 Parcells decidió reemplazar al quarterback veterano Drew Bledsoe con el de cuarto año Tony Romo. Los Cowboys comenzaron 6–4 con Romo como abridor; finalizaron la temporada con una marca de 9–7 pero fallaron en ganar la división NFC Este después de una derrota 23–7 contra los Philadelphia Eagles el día de Navidad en la semana 16, seguido por una derrota con el último lugar en la NFC Norte, los Detroit Lions, en la semana 17. Fueron capaces de alcanzar la postemporada como el 5.º sembrado en la Conferencia Nacional, y eventualmente perdieron 21–20 contra los Seattle Seahawks de visitantes, tras un error de Romo sosteniendo el balón para un intento de field goal.
Parcells finalizaría su etapa con Dallas con una marca de 34–30 y sin victorias en postemporada. Su mayor logro Parcells fue el desarrollo del QB Tony Romo. Firmó a Romo en 2003 y lo desarrolló hasta ser un QB de Pro Bowl en 2006.

### Tercer retiro
Parcells entró al año final de su contrato con los Cowboys en 2007, y con su marca en postemporada de 0–2, Parcells dijo estar inseguro sobre si regresaría en 2007.
El 9 de enero, el Newark Star Ledger reportó a través de fuentes anónimas que Parcells había contactado con los Giants acerca de su posición disponible de gerente general, pero los Giants no estuvieron interesados en sus servicios. Al día siguiente Parcells refutó rápidamente cualquier interés en ese puesto, diciendo: "No hay absolutamente nada sobre ello. Quien quiera que lo haya dicho es un mentiroso".
El 22 de enero anunció su retiro como entrenador en jefe de los Cowboys luego de 4 years, terminando aparentemente con su carrera como entrenador. Después de su retiro, Parcells se volvió un analista en el estudio para ESPN. Este fue su cuarto periodo con la cadena, ya que había trabajado antes de aceptar el trabajo con Dallas, donde dirigió tanto a los Cowboys como a un equipo de pequeñas ligas por caridad.

### Miami Dolphins
El 19 de diciembfe de 2007, The Miami Herald reportó que Parcells había acordado volverse el nuevo vicepresidente ejecutivo de operaciones de los Miami Dolphins. ESPN reportó al día siguiente que él había firmado un contrato por cuatro años. Justo un día antes, hubo reportes que vinculaban a Parcells con los Atlanta Falcons en el puesto de vicepresidente de operaciones de fútbol; sin embargo, al día siguiente los Falcons anunciaron formalmente que Parcells había declinado su oferta debido a sus charlas con Miami.
En su primera temporada en el puesto, Parcells despidió al entrenador en jefe Cam Cameron, al gerente general Randy Mueller, así como a algunos entrenadores asistentes, después de finalizar la temporada 2007 con una marca de 1–15. Para llenar los puestos vacantes, llevó a Jeff Ireland como gerente general y firmó a Tony Sparano como entrenador en jefe. El equipo también firmó a más de 20 jugadores relativamente poco conocidos en la agencia libre.
En el draft de 2008, adquirieron al tackle ofensivo Jake Long con la selección global número uno, junto con Phillip Merling, Kendall Langford, Chad Henne, Lex Hilliard, y Donald Thomas. También firmaron a los agentes libres no drafteados Dan Carpenter y Davone Bess. Liberaron a Zach Thomas, quien terminaría firmando con los Dallas Cowboys, y canjearon al defensive end Jason Taylor a los Washington Redskins por una selección de segunda ronda en el draft 2009.
Fueron entonces a firmar al quarterback Chad Pennington (drafteado por Parcells en sus días con los Jets), quien había sido cortado por los Jets para hacer lugar a Brett Favre.
Terminaron la temporada 2008 con una marca de 11–5 y se volvieron campeones de la AFC Este cuando Pennington y los Dolphins derrotaron a Favre y los Jets en el último partido de la temporada. Tuvieron una mejora en su marca de 10 juegos respecto a la temporada anterior, lo que volvió a los Dolphins uno de dos equipos en la historia de la NFL en tener un cambio radical de 10 juegos, siendo el otro equipo los Indianapolis Colts de 1999. También fue la primera vez desde 2001 en que Dolphins llegaron a la postemporada. Sin embargo, fueron eliminados en la primera ronda por los Baltimore Ravens por 27–9.
Parcells dejó a los Dolphins in 2010.

## Marca como entrenador en jefe
| Equipo    | Año       | Temporada regular | Temporada regular | Temporada regular | Temporada regular | Temporada regular  | Postemporada | Postemporada | Postemporada | Postemporada                                                      |
| Equipo    | Año       | Ganados           | Perdidos          | Empates           | % Gan             | Posición           | Ganados      | Perdidos     | % Gan        | Resultado                                                         |
| --------- | --------- | ----------------- | ----------------- | ----------------- | ----------------- | ------------------ | ------------ | ------------ | ------------ | ----------------------------------------------------------------- |
| NYG       | 1983      | 3                 | 12                | 1                 | .219              | 5.º en la NFC Este | –            | –            | –            | –                                                                 |
| NYG       | 1984      | 9                 | 7                 | 0                 | .562              | 2.º en la NFC Este | 1            | 1            | .500         | Derrota contra San Francisco 49ers en Juego Divisional de la NFC  |
| NYG       | 1985      | 10                | 6                 | 0                 | .625              | 2.º en la NFC Este | 1            | 1            | .500         | Derrota contra Chicago Bears en Juego Divisional de la NFC        |
| NYG       | 1986      | 14                | 2                 | 0                 | .875              | 1.º en la NFC Este | 3            | 0            | 1.000        | Campeones del Super Bowl XXI                                      |
| NYG       | 1987      | 6                 | 9                 | 0                 | .400              | 5.º en la NFC Este | –            | –            | –            | –                                                                 |
| NYG       | 1988      | 10                | 6                 | 0                 | .625              | 2.º en la NFC Este | –            | –            | –            | –                                                                 |
| NYG       | 1989      | 12                | 4                 | 0                 | .750              | 1.º en la NFC Este | 0            | 1            | .000         | Derrota contra Los Angeles Rams en Juego Divisional de la NFC     |
| NYG       | 1990      | 13                | 3                 | 0                 | .812              | 1.º en la NFC Este | 3            | 0            | 1.000        | Campeones del Super Bowl XXV                                      |
| Total NYG | Total NYG | 77                | 49                | 1                 | .611              |                    | 8            | 3            | .727         |                                                                   |
| NE        | 1993      | 5                 | 11                | 0                 | .312              | 4.º en la AFC Este | –            | –            | –            | –                                                                 |
| NE        | 1994      | 10                | 6                 | 0                 | .625              | 2.º en la AFC Este | 0            | 1            | .000         | Derrota contra Cleveland Browns en Juego de Comodines de la AFC   |
| NE        | 1995      | 6                 | 10                | 0                 | .375              | 4.º en la AFC Este | –            | –            | –            | –                                                                 |
| NE        | 1996      | 11                | 5                 | 0                 | .687              | 1.º en la AFC Este | 2            | 1            | .667         | Derrota contra Green Bay Packers en el Super Bowl XXXI            |
| Total NE  | Total NE  | 32                | 32                | 0                 | .500              |                    | 2            | 2            | .500         |                                                                   |
| NYJ       | 1997      | 9                 | 7                 | 0                 | .562              | 3.º en la AFC Este | –            | –            | –            | –                                                                 |
| NYJ       | 1998      | 12                | 4                 | 0                 | .750              | 1.º en la AFC Este | 1            | 1            | .500         | Derrota contra Denver Broncos en el Juego de Campeonato de la AFC |
| NYJ       | 1999      | 8                 | 8                 | 0                 | .500              | 4.º en la AFC Este | –            | –            | –            | –                                                                 |
| Total NYJ | Total NYJ | 29                | 19                | 0                 | .604              |                    | 1            | 1            | .500         |                                                                   |
| DAL       | 2003      | 10                | 6                 | 0                 | .625              | 2.º en la NFC Este | 0            | 1            | .000         | Derrota contra Carolina Panthers en Juego de Comodines de la NFC  |
| DAL       | 2004      | 6                 | 10                | 0                 | .375              | 3.º en la NFC Este | –            | –            | –            | –                                                                 |
| DAL       | 2005      | 9                 | 7                 | 0                 | .562              | 3.º en la NFC Este | –            | –            | –            | –                                                                 |
| DAL       | 2006      | 9                 | 7                 | 0                 | .562              | 2.º en la NFC Este | 0            | 1            | .000         | Derrota contra Seattle Seahawks en Juego de Comodines de la NFC   |
| Total DAL | Total DAL | 34                | 30                | 0                 | .531              |                    | 0            | 2            | .000         |                                                                   |
| Total     | Total     | 172               | 130               | 1                 | .569              |                    | 11           | 8            | .578         |                                                                   |

## Árbol de entrenadores
Varios asistentes anteriores de Parcells son actualmente (hasta el 15 de enero de 2016) entrenadores en jefe en la NFL o el fútbol americano universitario:
- Bill Belichick, New England Patriots
- Sean Payton, New Orleans Saints
- Mike MacIntyre, Universidad de Colorado
- Mike Zimmer, Minnesota Vikings
- Todd Bowles, New York Jets

Además, hay antiguos asistentes de Parcells que previamente sirvieron como entrenadores en jefe en la NFL o el fútbol americano universitario:
- Ray Handley, New York Giants (1991–92)
- Chris Palmer, Cleveland Browns (1999–2000)
- Al Groh, New York Jets (2000), Universidad de Virginia (2001–2009)
- Eric Mangini, New York Jets (2006–2008), Cleveland Browns (2009–2010)
- Tony Sparano, Miami Dolphins (2008–2011). Oakland Raiders (2014, interino)
- Romeo Crennel, Cleveland Browns (2005-2008), Kansas City Chiefs (2011-2012)
- Todd Haley, Kansas City Chiefs (2009-2011)
- Charlie Weis, Notre Dame (2005-2009), Universidad de Kansas (2012–2014)
- Tom Coughlin, New York Giants (2004-2016)